# Paul Eberhard
Pour les articles homonymes, voir Eberhard.
Paul Hans Eberhard, né le 30 octobre 1917 à Bülach et mort le 4 septembre 1983 à Küsnacht, est un bobeur suisse.

## Biographie
Paul Eberhard participe aux Jeux olympiques de 1948 à Saint-Moritz. Il termine huitième de l'épreuve de bob à quatre et remporte la médaille d'argent en bob à deux avec son coéquipier suisse Fritz Feierabend.

## Palmarès

### Jeux Olympiques
- : médaillé d'argent en bob à 2 aux JO 1948.